# Фрагмент черепа з Рібе

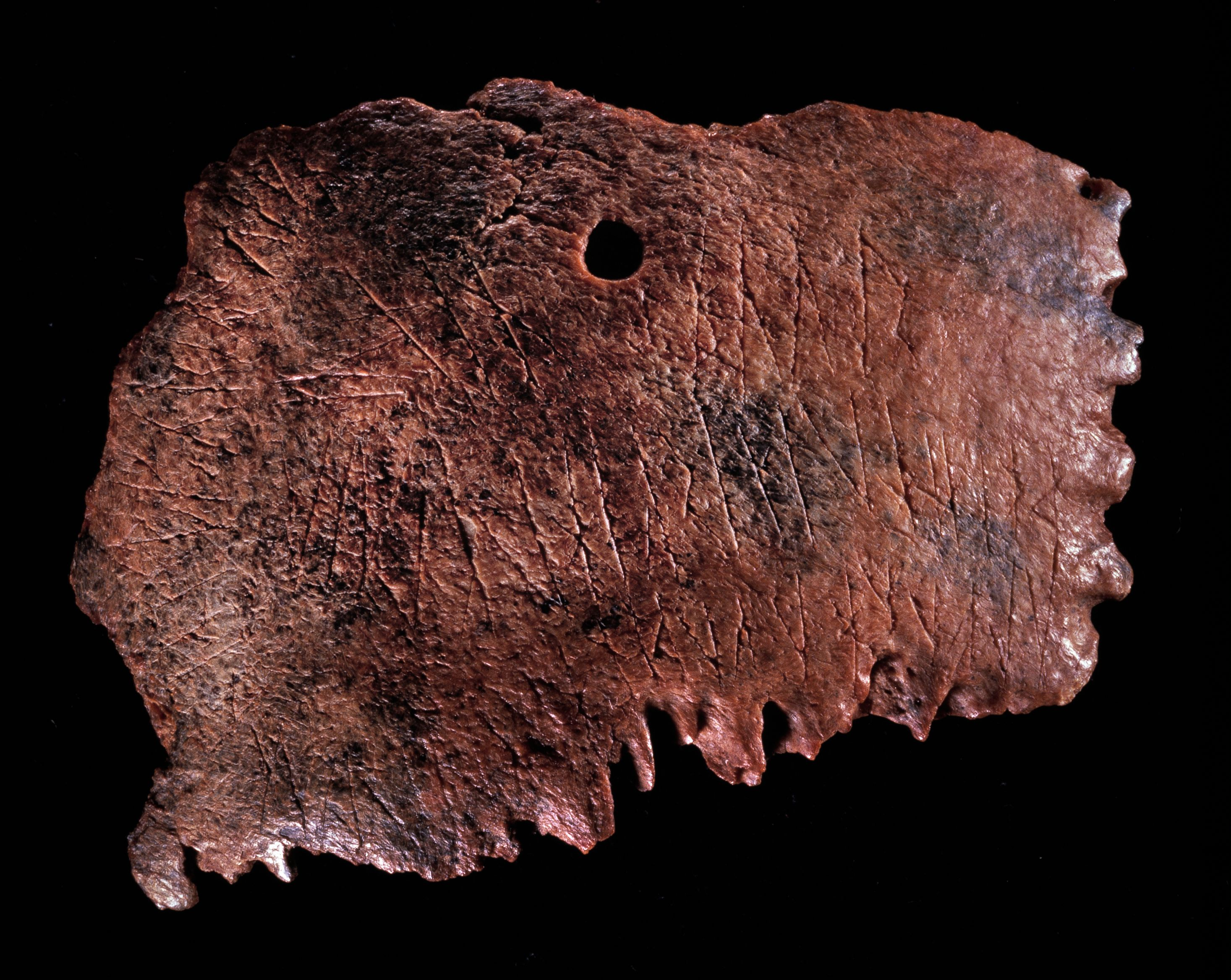
Фрагмент черепа з Рібе, 725 р. н. е.

Фрагмент черепа з Рібе ― це ділянка кістки черепа людини, розписана рунами і виявлена в 1973 році під час археологічних розкопок у місті Рібе, Данія. Датується приблизно 725 р. н. е.

## Опис
Фрагмент черепа має розмір приблизно 6 х 8,5 см і взятий з верхівки черепа. На фрагменті написані руни Молодшого Футарка. Рунічний напис має два символи Старшого футарка: ᚺ та ᛗ. 
- ᚢᛚᚠᚢᛦᚼᚢᚴᚢᚦᛁᚾᚼᚢᚴᚺᚢᛏᛁᚢᛦ ᚺᛁᚼᛚᛒᛒᚢᚱᛁᛁᛋᚢᛁᚦᛦ ᚦᚼᛁᛗᚼᚢᛁᚼᚱᚴᛁᚼᚢᚴᛏᚢᛁᚱᚴᚢᚾᛁᚾ ᛒᚢᚢᚱ

Вони транслітеруються як:
- ulfuRAukuþinAukHutiuR HiAlbburiisuiþR þAimAuiArkiAuktuirkunin buur

## Інтерпретація
Можлива інтерпретація напису:

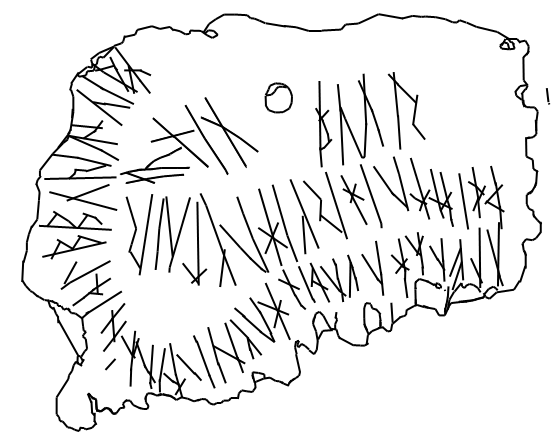
Руни Фрагменту черепа з Рібе

- Ulfr auk Ōðinn auk Hō-tiur. Hjalp buri es viðr þæima værki. Auk dverg unninn. Bōurr.
- Ulfr (вовк) та Ōðinn (Одін) та High-tiur (Високий Тюр). Buri (Бурі) допомагають проти болі. І дварф є подоланий. Bóurr (отвір[3]).[4]

«Ulfr» може позначати вовка Фенріра, «Ōðinn» ― бога Одіна, «High-tiur» ― бога Тюра, а «Buri» ― бога Бурі. 
Існує припущення, що наявність отвору у фрагменті може свідчити про його використання в якості амулета. Однак не вистачає зносу від його використання таким способом.